# Péter Boross
Péter Boross (nacido el 27 de agosto de 1928) fue primer ministro de Hungría a partir de diciembre de 1993 hasta el 15 de julio de 1994. Llegó al poder con la muerte del anterior primer ministro József Antall y mantuvo el cargo hasta su coalición fue derrotado en las elecciones e hizo lugar a su sucesor, Gyula Horn del Partido Socialista.
Anteriormente había ocupado el puesto de ministro del Interior durante el gobierno de József Antall desde mayo de 1990 a diciembre de 1993. Él también sirvió como asesor político de primer ministro Viktor Orbán. Actualmente es miembro del Parlamento y es considerado como un defensor de la dirigente del partido MDF Dávid Ibolya.
Recientemente, Boross ha opuesto firmemente a la designación del exministro Lajos Bokros  a la cima de la lista para las elecciones al Parlamento Europeo de 2009. Debido al desplazamiento a la izquierda de su partido conservador, que dio lugar a la exclusión de varios prominentes miembros del partido, Boross decidió romper toda relación con la dirección del partido presentará el 13 de junio de 2009. Por todo esto, tomó la decisión de renunciar a el MDFen enero de 2010.